# Рёмниц
Рёмниц (нем. Römnitz) — община в Германии, в земле Шлезвиг-Гольштейн. 
Входит в состав района Герцогство Лауэнбург. Подчиняется управлению Лауэнбургише Зеен.  Население составляет 59 человек (на 31 декабря 2010 года). Занимает площадь 5,21 км².
До сентября 1945 входила в Советскую зону оккупации. На территории была проведена земельная реформа.